# Минами, Ёсихару
Ёсихару Минами (яп. 南 喜陽 Минами Ёсихару); род. 10 сентября 1951, Хиросима) — японский дзюдоист, чемпион и призёр чемпионатов Японии, чемпион Азии и мира, участник летних Олимпийских игр 1976 года в Монреале.

## Карьера
Выступал в лёгкой весовой категории (до 63 кг). Чемпион (1972, 1974, 1976, 1977 годы), серебряный (1971) и бронзовый (1978) призёр чемпионатов Японии. Победитель чемпионата Азии 1974 года в Сеуле. Чемпион мира 1973 и 1975 годов.
На Олимпиаде 1976 года Минами в первой же схватке проиграл французу Иву Дельвину и выбыл из дальнейшей борьбы, заняв в итоге 12-е место.